# Illa de Santa Catalina (Espanya)
L'illa de Santa Catalina és una illa espanyola situada a l'entorn de la Península d'Almina, a la ciutat autònoma nord-africana de Ceuta.
En els anys 80 i 90 del segle xx va ser sepultada i unida a terra ferma, a causa del desmesurat creixement de les deixalles abocades en l'abocador de la ciutat.
Actualment, l'Àrea de Costes i Medi marí del Ministeri d'Agricultura, Alimentació i Medi ambient ha iniciat les obres de trasllat, segellat i condicionament de l'antic abocador de residus sòlids urbans de Santa Catalina de Ceuta, en les quals es neteja i rehabilita l'illa i la seva petita Fortalesa Circular, usada al segle xviii com a presó.
Entre l'illa i la península d'Almina es produeixen hileros, nom de les marques que es formen en la superfície de l'aigua i l'origen de la qual és la direcció d'un corrent marí. Són zones en les quals cal extremar la precaució per la força dels corrents i el pas de la superfície del mar a marejada o, en alguns casos, forta marejada. També es coneixen en termes mariners com hileros de marea.
Pels ceutins és una paraula molt coneguda, ja que són famosos els Hileros de l'Illa de Santa Catalina, al costat de la punta de la península d'Almina, un lloc molt perillós des de l'antiguitat per als navegants i lloc on han ocorregut molts enfonsaments de vaixells arrossegats contra les roques per les fortes marees.
També en les aigües de Santa Catalina fins a mitjan segle xx, era molt comú anar a pescar per darrere del Cementiri de Santa Catalina doncs era un lloc de molta pesca.
En aquell lloc llançaven els muls i cavalls que morien a Ceuta. A l'animal mort, li lligaven una corda al coll, per un extrem i una gran pedra per l'altre. La pedra es recolzava en la popa del vaixell, i aquest, a través de la corda remolcava a l'equí al lloc considerat adient on deixaven caure la pedra. Era comú pescar anfós de més de 10 kg, a causa de la sobrealimentació.